# Steven Rooks
Steven Rooks (Oterleek, 7 agosto 1960) è un ex ciclista su strada e pistard olandese, professionista dal 1982 al 1995 e vincitore di una Liegi-Bastogne-Liegi e di un'Amstel Gold Race.

## Carriera
Con il connazionale Gert-Jan Theunisse, amico e compagno di squadra alla Panasonic ed alla PDM, fu tra i protagonisti al Tour de France sul finire degli anni ottanta. Nell'edizione 1988, in cui avrebbe dovuto correre come gregario di Greg LeMond, poi assente perché infortunato, vinse la maglia a pois di miglior scalatore, primo olandese a riuscirvi, aggiudicandosi anche il secondo posto finale, a 7'13" dal vincitore Pedro Delgado, e la tappa con arrivo sullo storico traguardo dell'Alpe d'Huez. Altre due volte si piazzò nei primi dieci alla Grande Boucle, nono nel 1986 e settimo nel 1989, quando ottenne un'altra vittoria di tappa.
Corridore completo, diede comunque il meglio di sé nelle gare di un giorno: nel 1983, giovanissimo, vinse la Liegi-Bastogne-Liegi; nel 1986 trionfò nella classica di casa, l'Amstel Gold Race, mentre nel 1988 si impose Campionato di Zurigo.
Non riuscì mai a vincere un campionato del mondo su strada: si piazzò secondo, alle spalle di Gianni Bugno, nel 1991 a Stoccarda, quarto nel 1989 a Chambéry e quinto nel 1992 a Benidorm. Fu, invece, due volte campione nazionale olandese, nel 1991 e nel 1994, battendo in entrambe le occasioni l'amico Gert-Jan Theunisse.
Nel dicembre 1999, ospite, insieme a Peter Winnen e Maarten Ducrot, del programma televisivo Reporter, ammise di aver utilizzato testosterone e anfetamine durante i tredici anni di carriera. Denunciò anche la pratica del doping di squadra, comune presso sei formazioni olandesi degli anni ottanta (TI-Raleigh, Panasonic, PDM, Buckler, TVM e Kwantum Hallen-Yoko), i cui medici prescrivevano ai propri atleti prodotti vietati come testosterone, anfetamine e corticosteroni. Nel giugno 2009 venne pubblicato Het laatste geel, libro del giornalista olandese Mart Smeets: all'interno dell'opera Rooks ammetteva di aver utilizzato anche EPO, a partire dal 1989.

## Palmarès

### Strada
- 1983

2ª tappa, 2ª semitappa, Tour Méditerranéen
Liegi-Bastogne-Liegi
- 1984

Zuiderzee Derny Tour
- 1985

7ª tappa Critérium du Dauphiné Libéré
4ª tappa Giro di Norvegia
4ª tappa, 2ª semitappa, Volta Ciclista a Catalunya
- 1986

Prologo Ruta del Sol
Classifica generale Ruta del Sol
Amstel Gold Race
Grand Prix de Wallonie
Classifica generale Giro di Lussemburgo
- 1987

2ª tappa Tour de Suisse (Ruggell/Bendern > Leibstadt)
- 1988

12ª tappa Tour de France (Morzine > Alpe d'Huez)
Acht van Chaam
Campionato di Zurigo
- 1989

Classifica generale Tour du Vaucluse
15ª tappa Tour de France (Gap > Orcières-Merlette)
- 1991

Campionati olandesi, Prova in linea
- 1992

4ª tappa, 2ª semitappa, Vuelta a Galicia
- 1994

Campionati olandesi, Prova in linea

#### Altri successi
- 1983

Criterium di Kamerik
- 1985

Criterium di Heemskerk
Criterium di Heerhugowaard
- 1986

Criterium di Elsloo
Criterium di Kloosterzande
Criterium di Valkenswaard
- 1987

Criterium di Eindhoven
Criterium di Schijndel
- 1988

Nittedal-Oslo
Criterium di Apeldoorn
 Classifica scalatori Tour de France
Classifica combinata Tour de France
Draai van de Kaai
1ª prova Criterium di Deurne
- 1989

Mijl van Mares
Classifica combinata Tour de France
- 1991

Criterium di Valkenswaard
Profronde van Oostvoorne
- 1993

Dernycriterium di Noordwijk-aan-zee

### Pista
- 1987

Campionati olandesi, Prova derny

## Piazzamenti

### Grandi Giri
- Giro d'Italia

1988: ritirato (14ª tappa)
1990: 75º
1993: ritirato (11ª tappa)
1995: ritirato (8ª tappa)
- Tour de France

1983: ritirato (10ª tappa)
1985: 25º
1986: 9º
1987: ritirato (20ª tappa)
1988: 2º
1989: 7º
1990: 33º
1991: 26º
1992: 17º
1993: fuori tempo (2ª tappa)
1994: ritirato (12ª tappa)
- Vuelta a España

1985: ritirato (11ª tappa)
1991: 9º
1992: 10º

### Classiche monumento
- Milano-Sanremo

1983: 62º
1986: 17º
1987: 30º
1988: 3º
1989: 14º
1990: ritirato
1992: 26º
1993: 15º
1994: 35º
1995: 121º
- Giro delle Fiandre

1987: 6º
1988: 5º
1993: 48º
- Liegi-Bastogne-Liegi

1983: vincitore
1984: 4º
1985: 10º
1986: 5º
1988: 4º
1989: 6º
1990: 3º
1991: 21º
1992: 2º
1993: 10º
1994: 24º
1995: 27º
- Giro di Lombardia

1985: 18º
1991: 18º
1994: 38º

### Competizioni mondiali
- Campionati del mondo su strada

Altenrhein 1983 - In linea: ritirato
Barcellona 1984 - In linea: ritirato
Colorado Springs 1986 - In linea: 57º
Villach 1987 - In linea: 6º
Ronse 1988 - In linea: 70º
Chambéry 1989 - In linea: 4º
Utsunomiya 1990 - In linea: ritirato
Stoccarda 1991 - In linea: 2º
Benidorm 1992 - In linea: 5º
Oslo 1993 - In linea: 46º
Agrigento 1994 - In linea: ritirato

## Riconoscimenti
- Trofeo Gerrit Schulte nel 1988
- Sportivo olandese dell'anno nel 1988